# Penyengat (Sungai Apit)
Penyengat is een bestuurslaag in het regentschap Siak van de provincie Riau, Indonesië. Penyengat telt 1304 inwoners (volkstelling 2010).